# Austrospirachtha
Austrospirachtha (лат.) — род мелких термитофильных коротконадкрылых жуков из трибы Corotocini (Aleocharinae). Эндемик Австралии

## Распространение
Австралия (Северная территория).

## Описание
Мелкие специализированные термитофильные жуки, длина около 2—3 мм. Обладают уникальным по форме специализированным строением брюшка. Оно физогастрически увеличено и загнуто наверх и вперёд над головой жука. Кроме того, оно сверху похоже по форме на рабочего термита с отростками, напоминающими ноги и усики. Вид Austrospirachtha carrijoi обнаружен в гнезде термитов Australitermes и Nasutitermes, а вид Austrospirachtha mimetes — у Amitermes vitiosus, Nasutitermes (Nasutitermitinae) и Microcerotermes boreus (Amitermitinae, Termitidae). Сходными и наиболее специализированными стафилинидными инквилинами являются термитофилы подтрибы Corotocina. На рефлексированном физиогастрическом брюшке у Corotocina также развились боковые «придатки», придающие им вид рабочего термита. Три рода Corotocina описаны со сходными признаками: Spirachtha из Бразилии и Гайаны, Spirachthodes с Мадагаскара и Coatonachthodes из Юго-Западной Африки. Эти три рода были зарегистрированы только с термитами из подсемейства Nasutitermitinae, термитами ветви Nasutitermes — Constrictotermes (жуки рода Spirachtha), Nasutitermes (Spirachthodes) и Fulleritermes (Coatonachthodes). Ограниченный круг хозяев этих инквилинов, который соответствует общей для Corotocini схеме, и их южное распространение имеют очевидное зоогеографическое значение.
Род Austrospirachtha был впервые выделен в 1973 году, включает 2 вида и принадлежит к подтрибе Corotocina и трибе Corotocini.
- Austrospirachtha carrijoi Zilberman & Piressilva, 2023[2]
- Austrospirachtha mimetes Watson, 1973[1]